# Uwe Alexander Becker
Uwe Alexander Becker (* 6. Mai 1963 in Lingen) ist ein Brigadegeneral des Heeres der Bundeswehr und seit 27. März 2025 stellvertretender Kommandeur und Kommandeur Zentrale Ausbildungseinrichtungen des Ausbildungskommandos in Leipzig.

## Militärische Laufbahn

### Ausbildung und erste Verwendungen
Beförderungen
- 1985 Leutnant
- 1988 Oberleutnant
- 1991 Hauptmann
- 1996 Major
- 2000 Oberstleutnant
- 2008 Oberst
- 2018 Brigadegeneral

Becker trat 1982 als Offizieranwärter beim Pionierbataillon 11 in Dörverden in die Bundeswehr ein und erhielt die Ausbildung zum Offizier der Pioniertruppe. Von 1983 bis 1986 absolvierte er ein Studium der Pädagogik an der Universität der Bundeswehr in Hamburg. Es folgten 1987 bis 1990 erste Verwendungen als Zugführeroffizier und Tiefbauoffizier beim Pionierbataillon 3 in Stade. Anschließend wurde Becker von 1990 bis 1991 als Erkundungsoffizier in der Panzerpionierkompanie der Deutsch-Französischen Brigade in Donaueschingen  und von 1991 bis 1992 als Kompaniechef der 4./ und 2./ Pionierbataillon 7 in Höxter eingesetzt. Es folgte 1992 bis 1995 eine Verwendung als Ausbildungsklassenleiter an der Heeresunteroffizierschule I in Münster. Von 1995 bis 1997 absolvierte Becker die Generalstabsausbildung (38. Generalstabslehrgang Heer) an der Führungsakademie der Bundeswehr in Hamburg.

### Dienst als Stabsoffizier
Die erste Verwendung als Generalstabsoffizier führte Becker von 1997 bis 1999 als Stabsoffizier G4 (Logistik) zur Panzergrenadierbrigade 30 nach Ellwangen. Es folgte von 1999 bis 2000 die Teilnahme an der britischen Generalstabsausbildung am Joint Services Command and Staff College in Bracknell (Großbritannien). Von 2000 bis 2002 war Becker als Stabsoffizier beim Chef des Stabes des Heeresführungskommandos, den Brigadegenerälen Wolfgang Korte bzw. Roland Kather, in Koblenz eingesetzt. Von 2002 bis 2003 folgte eine Verwendung im Bundesministerium der Verteidigung in Bonn, als Referent III 2 (Konzeption und Fähigkeitsanalyse) im Führungsstab des Heeres. Von 2003 bis 2005 führte Becker das Panzerpionierbataillon 803 in Havelberg als Kommandeur. Es folgte 2005 bis 2008 eine Stabsverwendung als stellvertretender Abteilungsleiter (Deputy Assistant Chief of Staff) J5 (Plans & Policy) und Chief Plans Section und Corps Operational Planning Group beim 1. Deutsch-Niederländischen Korps in Münster. Von 2008 bis 2010 war Becker Generalstabsoffizier G3 beim Wehrbereichskommando III in Erfurt. Es folgte von 2011 bis 2012 eine erneute Truppenverwendung als Kommandeur des Pionierregiment 100 in Minden. Von 2012 bis 2014 wurde Becker als Referatsleiter Zentrale Angelegenheiten im Kommando Heer in Bonn später Strausberg eingesetzt. Im September 2014 übernahm Becker von Oberst Gunter Schneider die Leitung des Gefechtsübungszentrums Heer in Letzlingen, dieses übergab er am 24. August 2018 wiederum an Oberst Michael Knoke.

### Dienst als General
Von 28. August 2018 bis Juni 2019 war Becker, unter Ernennung zum Brigadegeneral, Director des NATO Advisory Liaison Team (NALT) im Kosovo. Auf diesem Dienstposten folgte er Brigadegeneral Ralf Hoffmann.  Im Juni 2019 übergab er diesen Dienstposten an Brigadegeneral Michael Oberneyer, um selbst als Deputy Chief of Staff Operations an das Allied Land Command der NATO in Izmir (Türkei) zu wechseln.
Ab dem 28. September 2021 war er Kommandeur der Pionierschule und General der Pioniertruppe. Seit dem 27. März 2025 ist er stellvertretender Kommandeur und Kommandeur Zentrale Ausbildungseinrichtungen des Ausbildungskommandos in Leipzig.

### Auslandseinsätze
- 2004/2005 EUFOR Chef des Stabes 1. Deutsches Einsatzkontingent EUFOR und Kommandeur der Deutschen Einsatz- und Unterstützungskräfte, Sarajevo, Bosnien-Herzegowina
- 2010/11 ISAF Senior Mentor ANA Pionierschule,  Masar-e-Sharif, Afghanistan
- 08/2018 bis 06/2019 KFOR Director des NATO Advisory Liaison Team (NALT), Pristina, Kosovo

### Auszeichnungen
- 1994 Ehrenkreuz der Bundeswehr in Silber
- 2005 Einsatzmedaille der Bundeswehr EUFOR in Bronze
- 2005 ESDP-Medaille Operation Althea
- 2007 Ehrenkreuz der Bundeswehr in Gold
- 2011 Einsatzmedaille der Bundeswehr ISAF in Silber
- 2011 NATO-Medaille ISAF

## Privates
Becker ist verheiratet und hat ein Kind.